# 蔣之秀
蔣之秀（1559年—1618年），號鍾岳，广西桂林府全州人，明朝政治人物。

## 生平
萬曆七年（1579年）己卯科廣西鄉試第十名舉人。萬曆二十年壬辰科第三甲第一百名進士。授廣東番禺县知县，升大理寺右评事，二十八年四月与户部陕西司主事鲁点任雲南鄉試主考。仕至戶部郎中，三十六年八月升湖广荊西道右參政。三十九年（1612年）五月考察降调。

## 家族
曾祖蔣德；祖蔣淑；父蔣鉏。